# La Volupté du sang
 (mars 2008).
Si vous disposez d'ouvrages ou d'articles de référence ou si vous connaissez des sites web de qualité traitant du thème abordé ici, merci de compléter l'article en donnant les références utiles à sa vérifiabilité et en les liant à la section « Notes et références ».
La Volupté du sang (titre original : Sunglasses After Dark) est un roman écrit par Nancy A. Collins et publié en 1989.
Via le personnage de vampire féminin Sonia Blue, l'auteur remet en cause l'origine des vampires.

## Processus de transformation
Le processus de transformation diffère en deux points majeurs.
Premièrement, le don d'immortalité est transmis par la salive au travers de la morsure, ou par le sperme, et non par le sang.
Ensuite, le vampire n'a plus rien du mortel qu'il fut auparavant. Ceci s'explique par l'intrusion dans le corps mort d'un démon mineur, dont la présence va produire la transformation et donner sa nouvelle nature, physique, génétique et mentale, à son hôte.

## Caractéristiques
Nancy Collins a donné un souffle nouveau à ses personnages de vampire puisqu'elle les a dotés de particularités plus importantes que chez d'autres auteurs, Anne Rice par exemple. Elle s'éloigne du modèle classique mais rend aussi le personnage plus complexe et donc plus attirant.
Elle a d'abord mis en place une hiérarchie. Si l'enveloppe charnelle est occupée peu de temps après la morsure, le vampire ressemblera à un être humain ; mais si le corps reste inoccupé pendant longtemps, il ressemblera à un zombie ou goule, stupide, appelé « revenant ». Les vampires puissants, ceux qui se sont approprié un cerveau plus évolué, sont appelés les Nobles. Chaque Noble peut avoir une engeance. Cette engeance ne devient indépendante qu'après des décennies, quand leur pouvoir augmente. Les surgeons choisis de préférence sont des humains faibles. Des guerres peuvent être déclarées entre Nobles qui envoient alors leurs engeances respectives se « battre ». Le gagnant grimpe alors dans la hiérarchie.
Chaque vampire est doué d'une violence et d'une force innées et ont la capacité de guérir. Les Nobles ont la capacité de contrôler les esprits et se nourrissent des émotions humaines, les plus noires de préférence. Ils n'ont donc pas nécessairement besoin de sang humain. Leur reflet apparaît dans les miroirs, mais le reflet montre ce que les Faux-semblants (voir plus bas) voient réellement, leur reflet étant entouré d'un halo de lumière rouge. Enfin, ils voient les images du passé se superposer au présent (exemple : ancien bâtiment de la Gestapo, scènes de torture vues dans les salles vides)
La mort du vampire est, elle aussi, revisitée. Le grand jour provoque des démangeaisons et des migraines mais ne tue pas. Les Nobles ne craignent pas l'ail, les crucifix, les églises ou l'argent. En revanche, les non-Nobles craignent l'argent. Le vampire ne meurt pas par un pieu dans le cœur mais par la section de la moelle épinière (talon d'Achille des vampires).
L'intérêt principal du livre réside dans la création de cet univers des Faux-semblants également appelés les élémentaires. les Faux-semblants sont les créatures des mythes et légendes, « déformées au-delà de toute reconnaissance » : vampires, loups-garous, incubes, succubes, ondines... Ils sont qualifiés d' « Enfants égarés de la Géhenne ».
Ce sont des démons inférieurs identifiables aux convulsions énergétiques marquant leurs traits. Ils appartiennent au Monde Réel. Celui-ci est décrit dans L'Aegrisomnia de Palinarus au XIVe siècle (?), un livre écrit par un Faux-semblant à l'usage des Faux-semblants. Les esprits élémentaires régnaient sur l'île qui deviendra le Japon avant le temps du premier empereur. Après leur installation en Europe, il y eut plus tard une forte immigration en Amérique du Nord. Leur territoire neutre reste en Europe les catacombes de Rome.
Ils vivent dans les fissures de la perception humaine. De faits, ils ne sont pas extravagants, et restent discrets en tout. Ils dissimulent leur « altérité démoniaque » sous une banalité construite de toutes pièces, d'où le terme « Faux-semblants », faire semblant d'être humains. Ils peuvent s'incarner et alors prendre une apparence humaine, ou bien vivent dans un corps humain mort. Ils peuvent déjà avoir une apparence humaine.
Il existe plusieurs catégories de Faux-semblants : vampire, Vargr, Succube, Incube, Ogre, Pyrotique, Séraphin.